# Токи пона
Токи пона (често се преводи као језик добра) је филозофски уметнички конструисан језик (филозофски артланг) познат по свом малом речнику, једноставности и лакоћи усвајања. Измислила га је Соња Ланг, канадска лингвисткиња и преводитељка, да би поједноставила размишљање и комуникацију. Први нацрти су објављени на интернету 2001. године, док је комплетан образац објављен у књизи Токи пона: Језик добра 2014. Ланг је такође објавила додатни речник, Речник токи пона, у јулу 2021. године, заснован на употреби у заједници.
Токи пона је изолациони језик са само 14 фонема и основном одликом минимализма. Фокусира се на једноставне, скоро универзалне концепте како би се максимизирало изражавање из врло мало речи. У Токи пона: Језик добра, Ланг представља око 120 речи, док каснији Речник токи пона наводи 137 „битних” речи и неколико мање коришћених речи. Речи се лако изговарају на различитим језичким основама, што му омогућава да служи као својеврсни мост за људе различитих култура. Међутим, није створен као међународни помоћни језик. Делимично инспирисан таоистичком филозофијом, језик је дизајниран да помогне корисницима да се концентришу на основне ствари и да промовише позитивно размишљање, у складу са хипотезом Сапир-Ворф. Упркос малом речнику, говорници могу да разумеју и комуницирају, углавном се ослањајући на контекст и комбинације речи да би изразили конкретнија значења.
Након његовог првобитног стварања, раних 2000-их развила се мала заједница говорника. Док се активности углавном одвијају на мрежи у собама за ћаскање, на друштвеним мрежама и у другим групама, било је неколико организованих састанака уживо током 2000-их и 2010-их.

## Етимологија
Име језика има два дела — toki ('језик'), изведено из Ток Писин tok, који сам по себи долази од енглеског говора; и pona ('добро/једноставно'), од есперанто bona, од латинског bonus. Назив токи пона стога значи и 'добар језик' и 'једноставан језик', наглашавајући да језик подстиче говорнике да пронађу радост у једноставности.

## Сврха
Канадска лингвисткиња Соња Ланг почела је да развија токи пону као начин да поједностави своје мисли током периода депресије.
Један од главних циљева језика је фокусирање на минимализам. Дизајниран је да изрази максимално значење уз минималну сложеност. Попут пиџина, фокусира се на једноставне концепте и елементе који су скоро универзални међу културама. Има минималан речник и 14 фонема осмишљених да буду лаки за изговор за говорнике различитих језичких позадина.
Делимично инспирисан таоистичком филозофијом, још један циљ токи поне је да помогне својим говорницима да се усредсреде на суштинске ствари тако што своде сложене концепте на основне елементе. Из ових једноставних појмова, сложеније идеје се могу изградити једноставним комбиновањем речи. Ово омогућава корисницима да виде основну природу и ефекат изражених идеја.
У складу са Сапир-Ворф хипотезом, која каже да језик утиче на начин на који његови говорници мисле и понашају се, токи пона је дизајниран да подстакне позитивно размишљање.
Други циљ језика је да говорници постану свесни садашњег тренутка и обрате више пажње на окружење и речи које људи користе. Према ауторки језика, он би требао да буде „забаван и сладак”.
Иако није замишљен као међународни помоћни језик, једна светска онлајн заједница се развила око језика и користи га за комуникацију.

## Историја
Рану верзију језика објавила је на интернету 2001. Соња Ланг и брзо је стекла популарност. Ране активности су се одвијале у Yahoo! групи. Чланови групе су међусобно разговарали о језику на енглеском, токи пони и есперанту, предлагали измене и говорили о ресурсима на сајту tokipona.org. На свом врхунцу, група је имала нешто више од 500 чланова. Поруке у групи су архивиране на форуму токи пона користећи пхпББ. Године 2014, Ланг је објавила своју прву књигу о језику, Токи пона: Језик доброг, која садржи 120 плус три синонима и пружа завршену форму језика засновану на томе како је Ланг користио језик у то време. 2016. године књига је објављена и на француском језику.
2008. године одбијена је пријава за ISO 639-3 код, уз констатацију да је језик премлад. Други захтев је одбијен 2018. јер се језик „чини да се не користи у различитим доменима нити за комуникацију унутар заједнице која укључује све узрасте”. Трећи захтев је поднет у августу 2021, што је резултирало ISO 639-3 кодом „tok” који је усвојен у јануару 2022.
Токи пона је био предмет неких научних радова, а такође је коришћен за вештачку интелигенцију и софтверске алате, као и као терапеутски метод за елиминисање негативног размишљања тако што пацијенти прате своје мисли на језику. Године 2010. изабран је за прву верзију речника за РОИЛА пројекат. Сврха студије је била да се истражи употреба вештачког језика о тачности машинског препознавања говора, и откривено је да је модификовани речник Токи Поне значајно надмашио енглески.
2015. Јутјубер јан Мисали је поставио серију под називом 12 дана sona pi toki pona, који се показао утицајним и препоручио га је sitelen suwi као алат за учење креатор Џонатан Гејбел.
Године 2021, Ланг је објавила своју другу књигу, Речник Токи пона, свеобухватни двосмерни токи пона-енглески речник који укључује више од 11.000 уноса који детаљно описују употребу језика како је прикупила из анкета спроведених у ma pona pi toki pona Дискорд серверу кроз неколико месеци. Књига представља оригиналних 120 речи плус 16 nimi ku suli (главне речи из речника) како је прикупљено од најмање преко 40 % испитаника. Такође садржи 45 речи које је дало 40 % или мање испитаника, које се називају nimi ku lili (мање речи из речника).

## Фонологија и фонотактика

### Инвентар
Токи пона има девет сугласника ) и пет самогласника, приказано овде са симболима међународне фонетске абецеде. Нагласак пада на почетни слог речи, а обележава се повећањем гласноће, дужине и висине. Нема дифтонга, контрастне дужине самогласника, група сугласника (осим оних који почињу назалним кодом) или тонова. И његов звучни инвентар и фонотактика су компатибилни са већином људских језика и стога су лако доступни.
|              | Лабијални | Предњејезични | Средњејезични |
| ------------ | --------- | ------------- | ------------- |
| Носни        |           |               |               |
| Праскави     |           |               |               |
| Фрикативни   |           |               |               |
| Апроксиманти |           |               |               |

|           | Предњи | Задњи |
| --------- | ------ | ----- |
| Затворени |        |       |
| Средњи    |        |       |
| Отворен   |        |       |

### Дистрибуција
Статистичко ширење самогласника је прилично типично у поређењу са другим језицима. Рачунајући сваки корен једном, 32 % самогласника је , 25 % је , са  и  сваки са мало преко 15 %, а 10 % је . Учесталост употребе у текстовима који су коришћени као узорци од 10 kB била је нешто више искривљена: 34 % , 30 % ,  и  по 15 %, и 6 % .
Од иницијалних сугласника на слогу,  је најчешћи, са укупно 20%;  су преко 10 %, затим назали  (не рачунајући коначно Н), а најмање уобичајено, са нешто више од 5 % сваки, је . Висока фреквенција  и ниска фреквенција  је помало необична међу светским језицима.

### Структура слогова
Слогови су облика (Ц)В(Н), односно факултативни сугласник + самогласник + факултативни завршни назални, или В, ЦВ, ВН, ЦВН. Сугласник је обавезан у слоговима који нису иницијали речи. Као иу већини језика, ЦВ је најчешћи тип слога, са 75 % (рачунајући сваки корен једном). В и ЦВН слогови су сваки око 10 %, док само 5 речи има ВН слогове (за 2 % слогова).
Већина корена (70 %) је двосложна; око 20 % су једносложни и 10 % тросложни. Ово је уобичајена дистрибуција, слична полинезијској.
Следећи низови нису дозвољени: * , нити се завршни назални звук слога може појавити испред  или  у истом корену.
Властите именице се обично претварају у праве придеве токи пона помоћу скупа смерница. Изворни, или чак колоквијални, изговор се користи као основа за накнадну конверзију звука. Тако Енглеска или Енглези постају Inli а Јован постаје San.

### Алофонија
Назал на крају слога може се изговорити као било који носни застој, иако се нормално асимилира са следећим сугласником. То јест, обично се јавља као  пре ,  или , као  пре  или , као  пре  и као ан  испред .
Због свог малог инвентара фонема, токи пона омогућава велике алофонске варијације. На пример,  се може изговарати  као и ,  као  или , као и ,  као  као и , а самогласници могу бити дуги или кратки.

## Системи писања
За писање језика користи се четрнаест латиничних слова, a e i j k l m n o p s t u w. Имају исте вредности као у међународном фонетском алфабету. Велика слова се користе за означавање властитих именица, док се изворне речи токи пона увек пишу малим словима, чак и када почињу реченицу.
Поред латинице, која је најчешћи начин писања језика, развијени су многи алтернативни системи писања и прилагођени токи пони. Најуспешнија и најраспрострањенија су два логографска система писања, sitelen pona и sitelen sitelen. Оба су уврштена у књигу Токи пона: Језик добра.

### sitelen pona
sitelen pona ('добро/једноставно писање/цртање') систем писања осмислила је као алтернативни систем писања сама Ланг и први пут објављена у њеној књизи Токи пона: Језик добра 2014. У њему је свака реч представљена сопственим симболом. Описана је као „писмо налик хијероглифима које користи шљокице и друге облике налик деци”. Властита имена су исписана унутар симбола налик картуши користећи низ симбола, где сваки симбол представља прво слово своје речи. Симболи који представљају један придев могу бити написани унутар или изнад симбола за претходну реч коју модификују. Симбол језика  је написан у sitelen pona, са симболом  (pona) написано унутар симбола  (toki).
Од 2021. sitelen pona се широко користи у заједници токи пона. У попису из 2021. године од око 800 људи у заједници токи пона, 61 % испитаника је изјавило да зна sitelen pona, а 43 % је пријавило да га користи. Међу отприлике 90 људи који су одговорили на анкету у токи пони (за које је већа вероватноћа да ће бити напредни или течни говорници), 81 % је изјавило да познаје систем писања, 59 % је рекло да га користи, а 28 % је тврдило да је то преферирани систем писања њима.
У августу 2021. sitelen pona је предложен за укључивање у Under-ConScript Unicode регистар за доделу у U+F1900. . U+F1AFF локација.

### sitelen sitelen
sitelen sitelen („нацртано писање”) систем писања, такође познат као sitelen suwi ('слатко писање'), креирао је Џонатан Габел. Овај сложенији нелинеарни систем користи две одвојене методе за формирање речи: логограме који представљају речи и алфасилабарију за писање слогова (посебно за властита имена). Сложени уметнички дизајни глифова изабрани су да помогну људима који користе овај систем писања да успоре и истраже како не само језик већ и начин комуникације могу утицати на њихово размишљање.
Од 2021. само мањина токи пона заједнице активно користи sitelen sitelen. У анкети из 2021. године од око 800 људи у заједници токи пона, 31 % испитаника је изјавило да га зна, а 11 % да га користи.

## Граматика
Ред речи токи поне је субјекат—глагол—објекат. Реч li уводи предикате, e уводи директне објекте, предлошке фразе прате објекте, а la фразе долазе испред субјекта да додају додатни контекст.
Неки корени су граматичке честице, док други имају лексичко значење. Лексички корени не спадају у добро дефинисане делове говора; уместо тога, могу се генерално користити као именице, глаголи, Атрибут (граматика) или узвици у зависности од контекста или њиховог положаја у фрази. На пример, ona li moku може значити „јели су” или „то је храна”.

### Структуре реченица
Реченица може бити узбуна, изјава, жеља/наредба или питање.
На пример, речце као што a, ala, ike, jaki, mu, o, pakala, pona, toki, итд. могу бити самосталне реченице.
Изјаве прате нормалну структуру субјект-предикат са опционим la фраза на почетку. Реч li увек претходи предикату осим ако субјект није mi или sina. Маркер директног објекта e долази испред директних објеката. Море li и e маркери могу представити нове предикате или директне објекте. Вокативне фразе долазе испред главне реченице и обележавају се са o на крају фразе, после адресата.
У наредбама слово o долази испред глагола за изражавање наредбе другог лица. Такође може заменити li, или долазе после субјекта mi или sina, изразити жеље.
Постоје два начина да се формирају питања са да-не у токи пони. Први метод је употреба „глагола ala глагол” конструкција у којој ala долази између удвострученог глагола, помоћног глагола или других предикатора. Други начин да се формира питање да-не је да се стави anu seme? (lit. или шта?) на крају реченице. Питања се не могу постављати само стављањем знака питања на крај реченице.
Неполарна питања се формирају заменом непознате информације упитном речју seme.
Токи пона има три основне заменице: mi (прво лице), sina (друго лице), и ona (трећа особа).
Заменице не наводе број или род. Стога, ona може значити 'он', 'она', 'оно', 'они' или друге замјенице трећег лица.
Кад год је субјекат реченице нека од неизмењених заменица mi или sina, затим li не користи се за одвајање субјекта и предиката.

### Именице
Са тако малим речником коренских речи, поки Пона се у великој мери ослања на именичке фразе, где је именица модификована следећим кореном, да би добила сложенија значења. Типичан пример је комбиновање jan ('особа') са utala ('борити се') учинити jan utala ('борац, војник, ратник').
Именице се не деклинирају према броју. jan може значити 'особа', 'људи', 'човечанство' или 'неко', у зависности од контекста.
Токи пона не користи изоловане властите именице; уместо тога, морају да модификују претходну именицу. Из тог разлога, они се могу назвати „правилним придевима” или једноставно „правилним речима” уместо „властитим именицама”. На пример, имена људи и места се користе као модификатори заједничких корена за „особа” и „место”, нпр. ma Kanata (lit. ' Канадска земља ') или jan Lisa (lit. ' Лиза особа ').

### Модификатори
Фразе у токи пони су почетни; атрибути увек долазе после речи коју модификују. Стога, soweli utala, букв. „животиња за борбу”, може бити „борбена животиња”, док utala soweli, букв. „борба животиња” може значити „животињски рат”.
Када се фрази дода други модификатор, на пример jan pona lukin, мења све што долази пре њега, па ((jan pona) lukin) може бити „пријатељ гледа”, а не (jan (pona lukin)), што може бити „особа згодног изгледа”.
Честица pi се ставља иза главе и пре модификатора, да групише модификаторе у другу фразу која функционише као јединица за модификовање главе, тако да jan pi pona lukin може бити (jan pi (pona lukin)), „згодна особа”. У овом случају, lukin модификује pona и pona lukin као целина модификује jan.
Демонстративи, бројеви и присвојне заменице долазе после главе као и други атрибути.

### Глаголи
Токи пона не мења глаголе према лицу, времену, расположењу или гласу, јер језик нема никакву флексију. Лице је назначено субјектом глагола; време је назначено кроз контекст или временским прилогом у реченици.
Предлози се користе у предикату уместо правилног глагола.

## Речник
Токи пона има око 120 до 137 [lower-alpha 3] речи у зависности од говорника. Сваки је вишезначан и покрива низ сличних концепата, па suli не само да значи „велико” или „дуго”, већ и „важно”. Њихова употреба у великој мери зависи од контекста. Да би се изразиле сложеније мисли, корени се могу комбиновати. На пример, jan pona може значити „пријатељ”, иако се преводи буквгално као „добра особа”, и telo nasa, буквално „чудна течност” може се схватити као „алкохол” или „алкохолно пиће” у зависности од контекста. Глагол „подучавати” може се изразити pana e sona, буквално „дати знање”.

### Боје
Токи пона има пет речи за боје: pimeja („црно”), walo („бело”), loje („црвено”), jelo („жута”), и laso („плава”). Иако поједностављена концептуализација боја има тенденцију да искључи одређени број боја које се обично изражавају у западним језицима, говорници понекад могу комбиновати ових пет речи да би направили конкретније описе одређених боја. На пример, „љубичаста” може бити представљена комбиновањем laso и loje. Фраза laso loje значи „црвенкаста нијанса плаве” и loje laso значи „плавкаста нијанса црвене”.

### Бројеви
Токи пона има речи за један (wan), два (tu), и много (mute). Поред тога, ala може значити „нула”, иако је његово значење буквално „не или ништа”, а ale, „све”, може изразити бесконачну или огромну количину.
Најједноставнији бројевни систем користи ових пет корена да би изразио неопходну количину. За бројеве веће од два, говорници користе mute („много”).
Сложенији систем адитивно изражава веће бројеве користећи фразе као што је tu wan (буквално „два један”) за три, tu tu (буквално „два два”) за четири и тако даље. Ова карактеристика намерно чини непрактичним комуницирање великих бројева. Овај систем, описан у књизи коју је Ланг објавила, такође користи luka ( „рука”) за означавање броја пет, mute („пуно”) за означавање броја двадесет и ale („све”) за означавање броја сто. На пример, користећи ову структуру ale tu би значило „сто два” и mute mute mute luka luka luka tu wan значило би „седамдесет осам”.
Неке речи имају застареле синониме. На пример, nena заменио kapa (протуберација) рано у развоју језика из непознатих разлога. Касније заменица ona заменила је iki („он”, „она”, „оно”, „они”), што се понекад мешало са ike („лоше”).
Слично, ali је додат као алтернатива ale („све”) да би се избегла забуна са ala („не”) међу људима који редукују ненаглашене самогласнике, иако се и даље користе оба облика.
Првобитно, oko је значило „око”, а lukin је коришћен као глагол „видети”. У књизи су касније значења спојена у lukin, те је oko остало као алтернатива.
Речи које су једноставно уклоњене из лексикона укључују leko ('блок, степенице'), monsuta ('чудовиште, страх'), majuna ('стари'), kipisi ('резати'), и pata („брат и сестра”). Ове речи су сматране застарелим јер нису биле уврштене у званичну књигу. Међутим, oko, leko, monsuta, majuna, и kipisi задржали довољно употребе у заједници да су поново укључени у лексикон као nimi ku suli у Речнику токи пона.
Поред nena и ona, који је заменио постојеће корене, неколико корена је додато оригиналном 118: pan ('жито, хлеб, тестенина, пиринач'), esun ('пијаца, продавница, трговина'), alasa ('лов, сакупљање'), и namako ('екстра, додатни, зачин'), друга реч за sin ('ново, свеже').

### Провененција
Већина корена токи поне потиче из енглеског, токписинског, финског, грузијског, холандског, акадског француског, есперанта и српско-хрватског, уз неколико из кинеског (мандарински и кантонски).
Многи од ових извода су транспарентни. На пример, toki („говор, језик”) је сличан ток писиновом tok и његовом енглески извору talk, док pona („добро”, „позитивно”), од есперанто bona, одражава генеричку романсу bon, buona, енглеског bonus итд. Међутим, промене у изговору које захтева једноставан фонетски систем често отежавају уочавање порекла других речи. Реч lape („спавати”, „одмарати”), на пример, долази од холандског slapen и сродан је са енглеским sleeping ; kepeken („користити”) је донекле искривљено од холандског gebruiken, и akesi од hagedis ('гуштер') је једва препознатљив. [Пошто је *ти недозвољен слог у токи пони, холандски ди постаје си. ]
Иако је само 14 корена (12 %) наведено као изведено из енглеског, велики број корена из ток писина, есперанта и других корена је јасно сродно са енглеским језиком, подижући део речника прилагођен енглеском језику на око 30 %. Делови лексике из других језика су 15 % ток писин, 14 % фински, 14 % есперанто, 12 % српскохрватски, 10 % акадски француски, 9 % холандски, 8 % грузијски, 5 % мандарински, 3 % кантонски; по један корен из велшког, тонганског (енглеска позајмљеница), аканског и неизвесног језика (можда свахили); четири фонестетичка корена (два која се налазе на енглеском, један на јапанском и један који је измишљен); и још један измишљени корен (граматичка честица e).

### Знаковни токи пона и лука пона
Знаковни језик токи пона, или toki pona luka, је ручно кодирани облик токи поне. Свака реч и слово имају свој знак који се разликује по облику руке, положају шаке на телу, оријентацији длана или прста и коришћењу једне или обе руке. Већина знакова се изводи десном руком на траженој локацији. Међутим, неколико знакова се изводи са обе руке на симетричан начин. Да би се формирала реченица, сваки од знакова се изводи користећи граматику и ред речи токи пона.
Природно изграђенији знаковни језик који се зове luka pona такође постоји, и више се користи у заједници токи пона него токи пона лука toki pona luka. То је посебан језик са сопственом граматиком, али има речник који је генерално сличан токи пони. Знакови luka pona имају повећану иконичност у поређењу са toki pona luka, а многи знаци су позајмљенице из природних знаковних језика. Његова граматика је субјект-објекат-глагол и, као и природни знаковни језици, користи конструкције класификатора и простор за означавање. У Речнику токи пона, Соња Ланг препоручује учење luka pona уместо toki pona luka.

## Заједница
Језик је прилично познат међу есперантистима, који често нуде курсеве и групе за разговор на својим састанцима. Ланг је 2007. наводно рекла да најмање 100 људи течно говори токи пону и проценила да неколико стотина има основно знање језика. Једночасовне курсеве токи поне је у разним приликама предавао Масачусетски технолошки институт током периода њихових независних активности.
Језик се углавном користи онлајн на друштвеним мрежама, на форумима и другим групама. Корисници језика су распоређени на више платформи. А Иахоо! група је постојала отприлике од 2002. до 2009. године, када се преселила на форум на пхпББ сајту. За кратко време постојала је Википедија написана на Токи Пони (названа lipu Wikipesija). Затворена је 2005. и премештена на Викиа/Фандом, а затим са Фандома на независну веб страницу 23. априла 2021.
Највеће групе постоје на Reddit-у, Facebook-у и Discord-у. На Facebook-у постоје две велике групе — једна је намењена за разговор на Токи Пони и енглеском, а друга за разговор само на токи пони. Facebook група са највише чланова, у којој чланови комуницирају и на енглеском и на токи пони, има преко 5.800 чланова.ажурирано: новембар 2022. Највећа заједница на Reddit-у има преко 12.900 чланова.ажурирано: октобар 2022. Највећа група на Discord-у има преко 9.100 чланова.ажурирано: октобар 2022.
Онлајн попис је спроведен 2021. године. Попунило га је око 1000 људи широм света. Од њих, 165 је тврдило да су напредни или течни говорници, а више од 650 је изјавило да познаје токи пону.
Од 30. новембра 2021. језик је додат популарној видео игрици Мајнкрафт.
Има неколико објављених књига и много других радова на токи пони. Већина објављених радова су књиге за учење језика за почетнике као што akesi seli lili и meli olin moli. Многа друга дела су преводи оригиналне литературе у другим језицима. Почев од 2020. године, група ради на и издаје зин у токи пони под називом lipu tenpo („књига времена”) и званично је регистрован као зин у Уједињеном Краљевству.

## Примери текстова

### Оче наш
mama pi mi mute (Оче наш, измењен превод Брајана Џ. Најта, 2005)
mama pi mi mute o, sina lon sewi kon.

nimi sina li sewi.

ma sina o kama.

jan o pali e wile sina lon sewi kon lon ma.

o pana e moku pi tenpo suno ni tawa mi mute.

o weka e pali ike mi. sama la mi weka e pali ike pi jan ante.

o lawa ala e mi tawa ike.

o lawa e mi tan ike.

tenpo ali la sina jo e ma e wawa e pona.

*awen.

### Здраво Маријо
jan Meli o (Здраво Маријо, превод Табајаса Мерклеа, 2020)
jan Meli o,

kon sewi li suli insa sina.

wan sewi li poka sina.

lon meli la, wan sewi li pona e sina.

kili pona pi insa sina li sewi Jesu.

jan Meli sewi o!

mama pi jan sewi o!

tenpo ni la, tenpo pi moli mi mute la,

o toki tawa wan sewi tan mi mute jan ike.

awen.

### Универзална декларација о људским правима
Члан 1 Универзалне декларација о људским правима
jan ali li kama lon nasin ni: ona li ken tawa li ken pali. jan ali li kama lon sama. jan ali li jo e ken pi pilin suli. jan ali li ken pali e wile pona ona. jan ali li jo e ken pi sona pona e ken pi pali pona. jan ali li wile pali nasin ni: ona li jan pona pi jan ante.

### Вавилонска кула
ma tomo Pape (прича о вавилонској кули, превод Брајана Џ. Најта, 2005)
jan ali li kepeken e toki sama. jan li kama tan nasin pi kama suno li kama tawa ma Sinale li awen lon ni. jan li toki e ni: „o kama! mi mute o pali e kiwen. o seli e ona”. jan mute li toki e ni: „o kama! mi mute o pali e tomo mute e tomo palisa suli. sewi pi tomo palisa li lon sewi kon. nimi pi mi mute o kama suli! mi wile ala e ni: mi mute li lon ma ante mute”. jan sewi Jawe li kama anpa li lukin e ma tomo e tomo palisa. jan sewi Jawe li toki e ni: „jan li lon ma wan li kepeken e toki sama li pali e tomo palisa. tenpo ni la ona li ken pali e ijo ike mute. mi wile tawa anpa li wile pakala e toki pi jan mute ni. mi wile e ni: jan li sona ala e toki pi jan ante”. jan sewi Jawe li kama e ni: jan li lon ma mute li ken ala pali e tomo. nimi pi ma tomo ni li Pape tan ni: jan sewi Jawe li pakala e toki pi jan ali. jan sewi Jawe li tawa e jan tawa ma mute tan ma tomo Pape.

### Поема
| wan taso (2003) ijo li moku e mi. mi wile pakala. pimeja li tawa insa kon mi. jan ala li ken sona e pilin ike mi. toki musi o, sina jan pona mi wan taso. telo pimeja ni li telo loje mi, li ale mi. tenpo ale la pimeja li lon. | Сам (превод -а) Ја сам поједен. Ја морам да уништим. Тама пуни моју душу. Нико не разуме моју патњу. О поезијо! Мој једини пријатељу. Ово мастило је моја крв, мој живот. И тама ће заувек владати. |  |